# Suzanne Bianchetti
Pour les articles homonymes, voir Bianchetti.
Suzanne Bianchetti est une actrice française née le 24 février 1889 dans le 8e arrondissement de Paris, ville où elle est morte à son domicile le 17 octobre 1936, dans le 9e arrondissement.
Son mari René Jeanne a créé en 1937 le prix Suzanne-Bianchetti, décerné à l'actrice la plus prometteuse.
On doit au dessinateur Bernard Bécan un portrait de Suzanne Bianchetti conservé à la Bibliothèque nationale de France. Elle est inhumée au cimetière du Père-Lachaise (7e division),.

## Filmographie
- 1917 : La Femme française pendant la guerre d'Alexandre Devarennes
- 1918 : Riquette se marie d'Alexandre Devarennes
- 1918 : Riquette et le nouveau riche d'Alexandre Devarennes
- 1919 : Trois familles d'Alexandre Devarennes
- 1919 : Sa gosse de Henri Desfontaines
- 1920 : Flipotte de Jacques de Baroncelli
- 1920 : Agénor, chevalier sans peur de Lucien Callamand et Floury
- 1920 : La Marseillaise de Henri Desfontaines
- 1921 : Une brute de Daniel Bompard
- 1921 : Le Rêve de Jacques de Baroncelli
- 1921 : Le Père Goriot de Jacques de Baroncelli
- 1921 : Soirée de réveillon de Pierre Colombier
- 1922 : Les Mystères de Paris : de Charles Burguet : Marquise d'Harville
- 1922 : Jocelyn de Léon Poirier
- 1923 : L'Affaire du courrier de Lyon de Léon Poirier : Clotilde d'Argence
- 1923 : La Légende de sœur Béatrix de Jacques de Baroncelli
- 1924 : Violettes impériales de Henry Roussell
- 1924 : L'Enfant des halles de René Leprince
- 1924 : La Flambée des rêves (ou Un homme riche) de Jacques de Baroncelli
- 1924 : L'Heureuse Mort de Serge Nadejdine : Lucie Larue
- 1925 : Madame Sans-Gêne de Léonce Perret : L'impératrice
- 1925 : La Brière de Léon Poirier
- 1925 : Le Nègre blanc de Nicolas Rimsky et Henry Wulschleger
- 1925 : La Ronde de nuit de Marcel Silver
- 1925 : Les Aventures de Robert Macaire de Jean Epstein : Louise de Sermèze
- 1927 : Napoléon d'Abel Gance : Marie-Antoinette
- 1927 : Casanova d'Alexandre Volkoff : Catherine II
- 1928 : Embrassez-moi de Robert Péguy
- 1928 : Verdun, visions d'histoire  de Léon Poirier : The Wife+ la version sonorisée de 1931
- 1929 : Les Mufles de Robert Péguy
- 1929 : Cagliostro de Richard Oswald : Marie-Antoinette
- 1929 : L'Éternelle idole de Guido Brignone
- 1930 : Princes de la cravache de Marcel L. Wion
- 1930 : Le Roi de Paris de Leo Mittler
- 1932 : Violettes impériales de Henry Roussell : Eugénie de Montijo
- 1932 : La Folle Nuit de Robert Bibal
- 1934 : Aux portes de Paris de Charles Barrois
- 1936 : L'Appel du silence  de Léon Poirier : La femme du monde